# Vivien Peralta
Pour les articles homonymes, voir Peralta.
Vivien Peralta, né le 18 septembre 1986 à Bourgoin-Jallieu, est un gymnaste aérobic français.
Il remporte la médaille de bronze en groupe aux Jeux mondiaux de 2005 et la médaille d'argent en groupe aux Championnats du monde de gymnastique aérobic 2006.